# Tryphomys adustus
Tryphomys adustus é uma espécie de roedor da família Muridae.
Endêmico das Filipinas.